# Regierung Di Rupo
Die belgische Regierung Di Rupo (manchmal auch Regierung Di Rupo I) war vom 6. Dezember 2011 bis zum 11. Oktober 2014 im Amt. Am 10. Dezember 2011 erhielt sie das Vertrauen der Abgeordnetenkammer. Sie bestand aus dreizehn Ministern (Premierminister einbegriffen) und sechs Staatssekretären. Zudem wurde am 21. September 2013 ein Regierungskommissar benannt.
Diese von Elio Di Rupo (PS) angeführte Föderalregierung setzte sich aus den wallonischen und flämischen Sozialisten (PS und sp.a), den flämischen und wallonischen Christdemokraten (CD&V und cdH) sowie den flämischen und französischsprachigen Liberalen (Open VLD und MR) zusammen, was in Belgien als "tripartite", als Koalition der drei großen Altparteien bzw. deren je zwei regionalen Nachfolgern verstanden wird. 
Elio Di Rupo war der erste wallonische und erste sozialistische Premierminister Belgiens seit Edmond Leburton (PS) (Januar 1973 bis April 1974) und der erste frankophone Premier seit Paul Vanden Boeynants (PSC) im Jahr 1978. 

## Bildung
Die Regierung Di Rupo wurde nach den föderalen Neuwahlen vom 13. Juni 2010 und der darauffolgenden Staatskrise von über 541 Tagen von König Albert II. ernannt; sie folgte der Regierung Leterme II unter Yves Leterme (CD&V). Grund für das Scheitern der Regierung Leterme II war der Konflikt rund um den Wahlkreis Brüssel-Halle-Vilvoorde (BHV). Nach dem Urnengang hatte es verschiedene Anläufe gegeben, eine Regierung mit der flämisch-nationalen N-VA, dem großen Wahlsieger in Flandern, zu bilden. Diese waren jedoch gescheitert, nachdem sowohl auf Ebene der geplanten Staatsreform im Hinblick auf eine Stärkung der Gemeinschaften und Regionen als auch des föderalen Sparhaushaltes keine Einigung zu finden war. Die flämischen und wallonischen Sozialisten, Christdemokraten, Liberalen und Grünen (Ecolo und Groen!) einigten sich daher ohne die N-VA am 15. September über die Teilung von BHV und am 4. Oktober 2011 über das Gesamtpaket der sechsten Staatsreform. Zu den danach beginnenden Verhandlungen zur Bildung einer Föderalregierung und dem Aufstellen eines im Kontext der Finanz- und Eurokrise notwendigen Sparhaushaltes wurden die Grünen nicht eingeladen. Am 1. Dezember 2011 (wenige Tage nachdem die Ratingagentur Standard & Poor’s Belgiens Rating von AA+ auf AA mit negativem Ausblick gesenkt hatte) konnte schließlich eine Koalition gebildet werden.

## Zusammensetzung
| Amt | Name                | Name                                                             | Partei | Partei     |
| --- | ------------------- | ---------------------------------------------------------------- | ------ | ---------- |
| Premierminister |                     | Elio Di Rupo                                                     |        | PS         |
| Vizepremierminister Auswärtige Angelegenheiten, Außenhandel und Europäische Angelegenheiten |                     | Didier Reynders                                                  |        | MR         |
| Vizepremierminister Wirtschaft, Verbraucher und Nordsee |                     | Johan Vande Lanotte                                              |        | sp.a       |
| Vizepremierminister Inneres und Chancengleichheit |                     | Melchior Wathelet bis 22. Juli 2014: Joëlle Milquet              |        | cdH        |
| Vizepremierministerin Soziales und Gesundheit mit der Verwaltung von BELIRIS und den föderalen Kulturinstitutionen beauftragt ab 15. September 2014: beauftragt mit den sozialen Angelegenheiten, Familien, Behinderten, beruflichen Risiken und der Wissenschaft        |                     | Laurette Onkelinx                                                |        | PS         |
| Vizepremierminister Pensionen |                     | Alexander De Croo bis 18. Oktober 2012: Vincent Van Quickenborne |        | Open VLD   |
| Vizepremierminister Verteidigung bis 5. März 2013: Minister der Verteidigung |                     | Pieter De Crem                                                   |        | CD&V       |
| Mittelstand, KMU, Selbstständige und Landwirtschaft |                     | Sabine Laruelle                                                  |        | MR         |
| Justiz mit der Asylpolitik, Immigration und sozialen Integration beauftragt bis 25. Juli 2014: Ministerin für Justiz |                     | Maggie De Block bis 25. Juli 2014: Annemie Turtelboom            |        | Open VLD   |
| Haushalt und Verwaltungsvereinfachung |                     | Olivier Chastel                                                  |        | MR         |
| Arbeit | Kein Foto vorhanden | Monica De Coninck                                                |        | sp.a       |
| Öffentliche Unternehmen und Entwicklungszusammenarbeit mit den Großstädten beauftragt bis 17. Januar 2013: Minister für öffentliche Unternehmen, Wissenschaft und Entwicklungszusammenarbeit, mit den Großstädten beauftragt                                             |                     | Jean-Pascal Labille bis 17. Januar 2013: Paul Magnette           |        | PS         |
| Finanzen mit dem Öffentlichen Dienst beauftragt bis 5. März 2013: Minister für Finanzen und nachhaltige Entwicklung, mit dem Öffentlichen Dienst beauftragt |                     | Koen Geens bis 5. März 2013: Steven Vanackere                    |        | CD&V       |
| Staatssekretäre | Name                | Name                                                             | Partei | Partei     |
| Umwelt, Energie, Mobilität und institutionelle Reformen |                     | Catherine Fonck bis 22. Juli 2014: Melchior Wathelet             |        | cdH        |
| Soziale Angelegenheiten, Familien, Behinderte und Wissenschaft mit den berufliche Risiken beauftragt bis 17. Januar 2013: Staatssekretär für soziale Angelegenheiten, Familien und Behinderte, mit den berufliche Risiken beauftragt Amt ab 15. September 2014 aufgelöst |                     | — bis 15. September 2014: Philippe Courard                       |        | — PS       |
| Institutionelle Reformen, Gebäuderegie und nachhaltige Entwicklung bis 5. März 2013: Staatssekretär für institutionelle Reformen und für die Gebäuderegie |                     | Servais Verherstraeten                                           |        | CD&V       |
| Asylpolitik, Immigration und soziale Integration Amt ab 25. Juli 2014 aufgelöst |                     | — bis 25. Juli 2014: Maggie De Block                             |        | — Open VLD |
| Öffentliche Verwaltung und Modernisierung des öffentlichen Dienstes | Kein Foto vorhanden | Hendrik Bogaert                                                  |        | CD&V       |
| Bekämpfung des Sozial- und Steuerbetrugs |                     | John Crombez                                                     |        | sp.a       |
| Regierungskommissare | Name                | Name                                                             | Partei | Partei     |
| Regierungskommissar, dem Minister für öffentliche Unternehmen beigeordnet neues Amt ab 21. September 2013 | Kein Foto vorhanden | Jean-Pierre Hansen                                               |        | —          |

## Veränderungen
In der Folge der Gemeinde- und Provinzwahlen vom 14. Oktober 2012 fand eine Umbesetzung in der Regierung statt: Vizepremier Vincent Van Quickenborne (Open VLD) verließ nach der Annahme des Bürgermeisteramts in Kortrijk die Regierung (Alexander De Croo wurde sein Nachfolger).
Paul Magnette trat im Januar 2013 das Bürgermeisteramt in Charleroi und den Vorsitz der PS an; sein Nachfolger in der Regierung wurde Jean-Pascal Labille. 
Am 5. März 2013 reichte Finanzminister Steven Vanackere seinen Rücktritt aufgrund eines vermuteten Steuerskandals der christlichen Arbeiterbewegung (Algemeen Christelijk Werknemersverbond – ACW) ein, der er nahestand. Als sein Nachfolger wurde Koen Geens ernannt. 
Am 21. September 2013 wurde Jean-Pierre Hansen als Regierungskommissar bezeichnet, um eine Strukturreform der NMBS/SNCB in die Wege zu leiten.
Die Regierung Di Rupo beendete die begonnene Legislaturperiode ohne größere Zwischenfälle. Bei den Föderalwahlen vom 25. Mai 2014 ging auf flämischer Seite die N-VA als große Wahlsiegerin hervor, während im französischsprachigen Landesteil die PS leichte Einbußen einfuhr, aber weiterhin die stärkste frankophone Partei blieb; die MR konnte sich dagegen leicht verbessern. Da die Bildung einer neuen Regierung in den Gemeinschaften und Regionen schneller erfolgte, als auf föderaler Ebene, erfuhr die seit den Wahlen nur noch kommissarisch handelnde Regierung Di Rupo weitere Personaländerungen: Joëlle Milquet (cdH) wurde am 22. Juli 2014 zur Unterrichtsministerin in der Französischen Gemeinschaft gewählt und in der Föderalregierung durch den bisherigen Staatssekretär Melchior Wathelet ersetzt, der seinerseits seine Zuständigkeiten an Catherine Fonck abgab. Justizministerin Annemie Turtelboom (Open VLD) wurde flämische Finanz- und Haushaltsministerin und räumte daraufhin ihren Platz in der Föderalregierung für Maggie De Block. Am 15. September 2014 trat Philippe Courard (PS) von seinem Amt als Staatssekretär zurück, um den Fraktionsvorsitz der PS im Wallonischen Parlament zu übernehmen; seine Zuständigkeiten übernahm Laurette Onkelinx.

## Ende
Aus den Föderalwahlen vom 25. Mai 2014 kamen auf flämischer Seite die N-VA und die CD&V und auf frankophoner Seite die MR als Sieger hervor. Die PS und die cdH fuhren dagegen leichte Verluste ein. Als die Möglichkeit einer Koalition aus N-VA, CD&V, Open VLD und MR sichtbar wurde, beauftragte der König das Tandem Charles Michel (MR) und Kris Peeters (CD&V) am 22. Juli 2014 mit der Regierungsbildung. Eine Einigung konnte am 7. Oktober 2014 nach einer etwa zweieinhalbmonatigen Verhandlung erreicht werden, sodass am 11. Oktober 2014 die Regierung Di Rupo von der Regierung Michel I abgelöst wurde.